# Autoroute des Lacs

Plan repérage autoroute italienne A8/A9.

Pour les articles homonymes, voir Autoroute A8 et Autoroute A9.
 (septembre 2017).
Si vous disposez d'ouvrages ou d'articles de référence ou si vous connaissez des sites web de qualité traitant du thème abordé ici, merci de compléter l'article en donnant les références utiles à sa vérifiabilité et en les liant à la section « Notes et références ».
L'Autoroute des Lacs (en italien Autostrada dei Laghi) est une autoroute italienne dont le premier tronçon, entre Milan et Varèse, fut inaugurée le 21 septembre 1924 à Lainate. C'est la première véritable autoroute construite dans le monde si l'on excepte la piste de course de 10 km qui deviendra l'autoroute allemande AVUS.
L'autoroute est constituée d'un tronçon commun qui se divise près de Lainate : « A8 » (Lainate-Varèse) et « A9 » (Lainate-Côme-Frontière suisse près de Chiasso). Cette particularité fait que la progression kilométrique de Milan à Lainate est commune aux deux tronçons, et ce sur une douzaine de kilomètres. Même si dans sa partie initiale l'autoroute se nomme uniquement A8, le vrai début de l'A9 se situe au kilomètre 12.
Les deux tronçons, A8 et A9, utilisent un système de péage ouvert (acquittement du péage à chaque barrière d'extrémité) perçu aux barrières de Milan-Nord (A8), Gallarate (A8) et Grandate près de Côme sur l'A9.

Carte schématique de l'Autoroute des Lacs en 1926.

L'autoroute A9 se termine à la douane internationale de Chiasso-Brogeda où elle se connecte au réseau autoroutier suisse (A2).

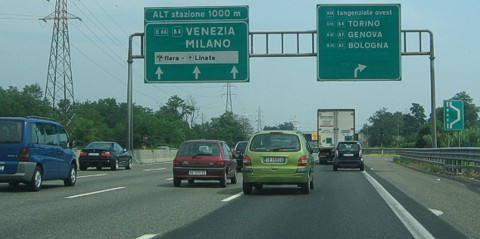
Vue de l'Autoroute A8.

Vue de l'Autoroute A8.

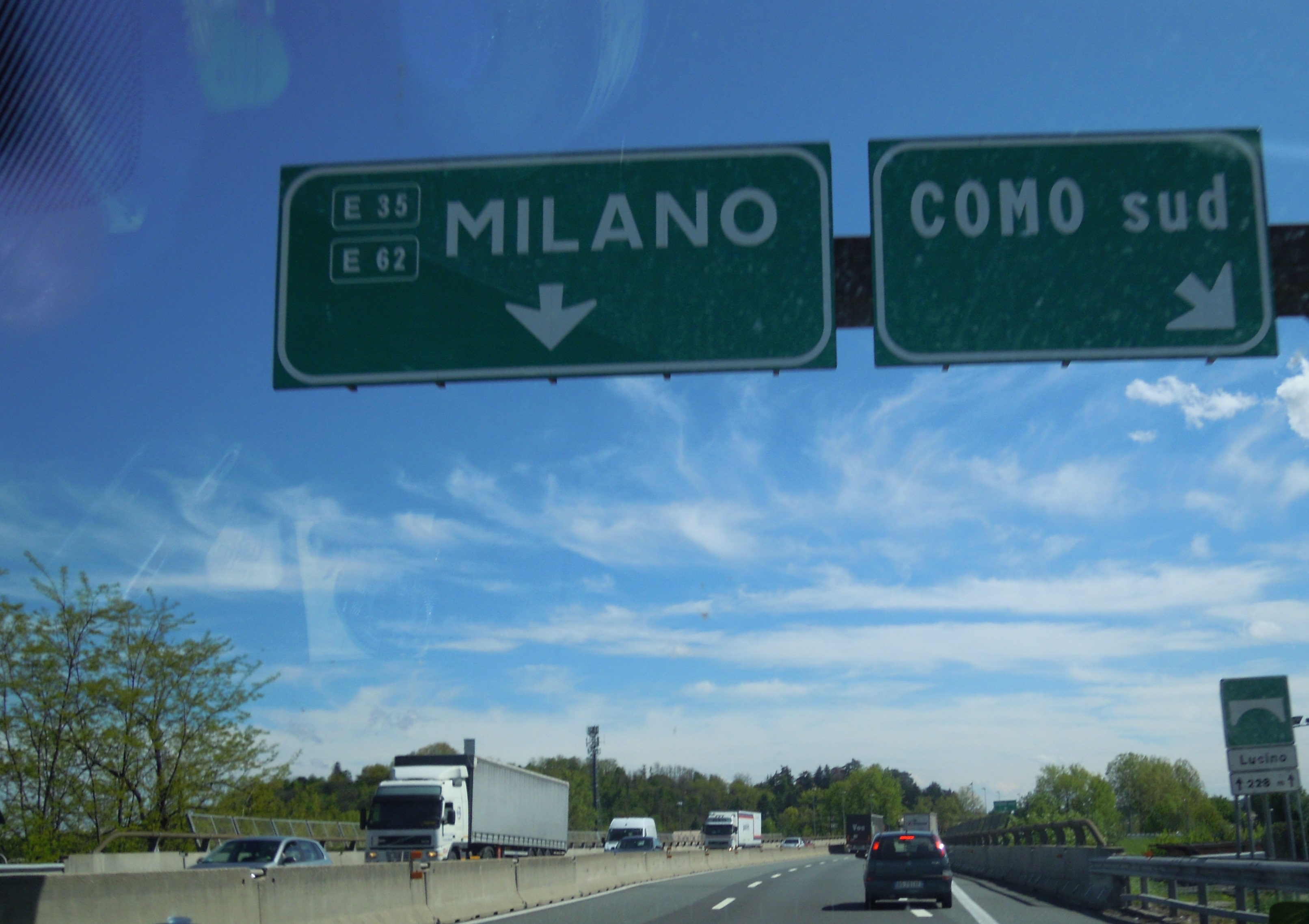
Vue de l'Autoroute A9.

## Historique
Sa création est due à un ingénieur, Piero Puricelli, qui a eu l'idée de réserver une route spéciale au trafic rapide des automobiles, avec le paiement d'une redevance (péage), pour couvrir les frais de construction et de gestion de l'ouvrage. C'était une idée futuriste car les voitures n'étaient pas fréquentes. En 1923, seulement 84 687 véhicules automobiles circulaient en Italie.
En 1921, Piero Puricelli, entrepreneur de génie civil, spécialiste de la construction de routes et d'usines, crée la « Società Anonima Autostrade » - Société Anonyme d'Autoroute - et obtient les autorisations pour faire déclarer son projet d'utilité publique, ce qui a permis d'exproprier les terrains nécessaires à sa construction. Malgré l'importance des dossiers à traiter, pas moins de trois mille dossiers d'expropriation, l'autoroute a été réalisée en seulement 15 mois.
Les travaux coûtèrent 90 millions de lires de l'époque. Le ruban d'inauguration fut coupé par le roi Victor-Emmanuel III. Cette autoroute n'avait qu'une seule voie par sens de marche (nettement suffisant vu le trafic automobile). Le péage était payé dans une aire de service (et d'arrêt) obligatoire.
Le 28 juin 1925, le tronçon entre Lainate et Côme (à nos jours A9) fut inauguré (24 km, 57 millions de lires).
Dès 1924, les techniciens du monde entier se rendirent à Lainate pour étudier la mère de toutes les autoroutes.
Au début, l'Autoroute des Lacs était composée d'un troisième tronçon : Gallarate-Sesto Calende. Ce dernier, qui se détache du tronçon Lainate-Varèse, a été absorbé par la suite par la bretelle A8/A26, qui relie ces deux mêmes autoroutes.